# Малък лозов хоботник
Малък лозов хоботник (Otiorhynchus sulcatus) е вид паразитно за растенията насекомо от семейство хоботникови (Curculionidae).

## Разпространение
Разпространен е в Европа, но е интродуциран и в Северна Америка. Видът е типичен полифаг с над 150 хранителни гостоприемника. В България е вредител основно по лозата, но напада още и видове като ягода, млади овощни дръвчета, люцерна, арония, различни видове декоративни растения от родовете Taxus, Rhododendron, Euonymus.

## Описание на вида
Възрастното насекомо е с удължено-овално тяло, с изпъкнала гръбна страна и дължина 8 – 10 mm. Оцветено е землистосиво като гръбната страна е почти черна, а коремната е сива. На елитрите има 10 надлъжни бразди, между които са наредени дребни точки в редове. Наличието на жълти люспички му създава пъстър вид. На бедрата, на първата двойка крака, има по един шип, насочен напред, а на останалите двойки крака – насочен назад. Вторият чифт крила са редуцирани.

## Размножаване
Яйцата са овални с диаметър около 0,6 mm. Отначало са белезникави до светложълти, а по-късно покафеняват. Ларвата е белезникава с кафява глава с дъговидно извито тяло без крака. Какавидата е матово бяла. Развива едно поколение, зимува като ларва и като възрастно насекомо в почвата. Презимуващите възрасти се появяват през април. Яйцата се снасят по повърхността в почвата около лозите. Ларвите които се излюпват през юни и август презимуват и продължават да се развиват до следващата пролет май – юни. Възрастните се появяват през юни – юли. Хранят се допълнително и снасят яйцата до септември. Бръмбарите зимуват и до следващата година и продължават да снасят яйца.

## Борба
При установяване на повредени пъпки, рано напролет може да се проведе третиране срещу възрастните насекоми с контактни органофосфорни карбамитни инсектициди.